# Schweizer Fussball-Regionalcups 2014/15
Die 13 regionalen Fussballverbände der Schweiz, die dem Schweizerischen Fussballverband (SFV) angegliedert sind tragen jährlich einen jeweils regionalen Cupwettbewerb aus. Teilnahmeberechtigt sind theoretisch alle Vereine von der sechstklassigen 2. Liga bis hin zur 5. Liga, der neunten und untersten Liga im Schweizerischen Spielbetrieb, es darf jedoch nur maximal ein Team eines Vereins teilnehmen.
Die 13 Sieger der Cups sind dabei für die 1. Hauptrunde des Schweizer Cups qualifiziert. Gewinnt eine 2. Mannschaft eines Vereins den regionalen Cup, so geht das Startrecht für den Schweizer Cup an die 1. Mannschaft über. Die drei grössten Verbände, der Fussballverband Bern/Jura, Fussballverband Region Zürich und der Ostschweizer Fussballverband entsenden zwei Teams in die 1. Hauptrunde. Aus dem Fussballverband Bern/Jura ist je nach Konstellation zusätzlich der Finalist oder wenn der Sieger im Halbfinal aus dem Untergeordneten Fussballverband Jura ist qualifiziert, dieses Mal ist es der FC Tavannes-Tramelan. Aus dem Fussballverband Region Zürich nimmt der Sieger der Fairplay-Wertung zusätzlich teil, dieses Jahr der FC Hausen am Albis. Im Ostschweizer Fussballverband ist zusätzlich der Finalist qualifiziert.
In der Spielzeit 2014/15 wurden so die regionalen Cupsieger und Teilnehmer des Schweizer Cups der Saison 2015/16 erkoren (16 Teams).
| Regionale Cupfinals der Saison 2014/15 | Regionale Cupfinals der Saison 2014/15      | Regionale Cupfinals der Saison 2014/15 | Regionale Cupfinals der Saison 2014/15 | Regionale Cupfinals der Saison 2014/15 | Regionale Cupfinals der Saison 2014/15 |
| Datum                                  | Verband                                     | Austragungsort                         | Heimmannschaft                         | Ergebnis                               | Gastmannschaft                         |
| -------------------------------------- | ------------------------------------------- | -------------------------------------- | -------------------------------------- | -------------------------------------- | -------------------------------------- |
| 14.05.2015                             | Aargauischer Fussballverband                | Wohlen                                 | FC Gontenschwil (2. L)                 | 1:0                                    | FC Rothrist (2. L)                     |
| 28.06.2015                             | Fussballverband Bern/Jura                   | Belp                                   | FC Länggasse (3. L)                    | 2:0                                    | FC Rothorn (2. L)                      |
| 28.06.2015                             | Fussballverband Bern/Jura                   |                                        | FC Tavannes-Tramelan (2. L)            | Halbfinalsieger, Verband AJF           | Halbfinalsieger, Verband AJF           |
| 23.05.2015                             | Innerschweizerischer Fussballverband        | Buttisholz                             | FC Buttisholz (3. L)                   | 1:2 n. V. 1:1                          | FC Brunnen (2. L)                      |
| 20.06.2015                             | Fussballverband Nordwestschweiz             | Basel                                  | FC Pratteln (2. L)                     | 4:1                                    | NK Pajde (2. L)                        |
| 14.05.2015                             | Ostschweizer Fussballverband                | Steinach SG                            | FC Uzwil (2. L)                        | 1:3                                    | FC Rheineck (3. L)                     |
| 14.05.2015                             | Solothurner Fussballverband                 | Kestenholz                             | FC Bellach (2. L)                      | 1:4                                    | FC Härkingen (2. L)                    |
| 27.06.2015                             | Fussballverband Region Zürich               | Kloten                                 | FC Bassersdorf (2. L)                  | 0:3                                    | FC Küsnacht (2. L)                     |
| 27.06.2015                             | Fussballverband Region Zürich               |                                        | FC Hausen am Albis (3. L)              | Fairplay-Sieger                        | Fairplay-Sieger                        |
| 03.06.2015                             | Federazione ticinese di calcio              | Ascona                                 | Losone Sportiva (2. L)                 | 1:2                                    | AC Bellinzona (2. L)                   |
| 13.05.2015                             | Freiburger Fussballverband                  | Fribourg                               | FC Matran (3. L)                       | 2:1                                    | FC Ueberstorf (2. L)                   |
| 05.06.2015                             | Association cantonale genevoise de football | Carouge                                | FC Grand-Saconnex (2. L)               | 2:1                                    | CS Italien Genève (2. L)               |
| 03.06.2015                             | Association neuchâteloise de football       | Le Locle                               | FC Ticino (3. L)                       | 1:0                                    | Le Locle Sports (2. L)                 |
| 24.05.2015                             | Association cantonale vaudoise de football  | Echandens                              | US Terre Sainte II (2. L)              | 4:1                                    | FC Pied du Jura (2. L)                 |
| 04.04.2015                             | Walliser Fussballverband                    | Bramois                                | FC Bramois (3. L)                      | 1:2                                    | FC Sierre (2. L)                       |

| Kennzeichnung der Ligen | Kennzeichnung der Ligen |
| ----------------------- | ----------------------- |
| (2. L)                  | 2. Liga (Spielklasse 6) |
| (3. L)                  | 3. Liga (Spielklasse 7) |
| (4. L)                  | 4. Liga (Spielklasse 8) |
| (5. L)                  | 5. Liga (Spielklasse 9) |